# 三田昌宏
三田 昌宏（みた まさひろ、1949年11月13日 - ）は、日本の実業家、馬主。参天製薬元常務取締役、現顧問。有限会社三成社代表取締役。兵庫県出身。

## 経歴
参天製薬株式会社社長を務めた三田彰久の長男として生まれる。東京慈恵会医科大学を卒業し、1980年4月に参天製薬に入社、1983年7月に同社取締役、1995年6月より常務取締役を務め、2011年6月22日をもって退任後は顧問となった。

## 馬主活動

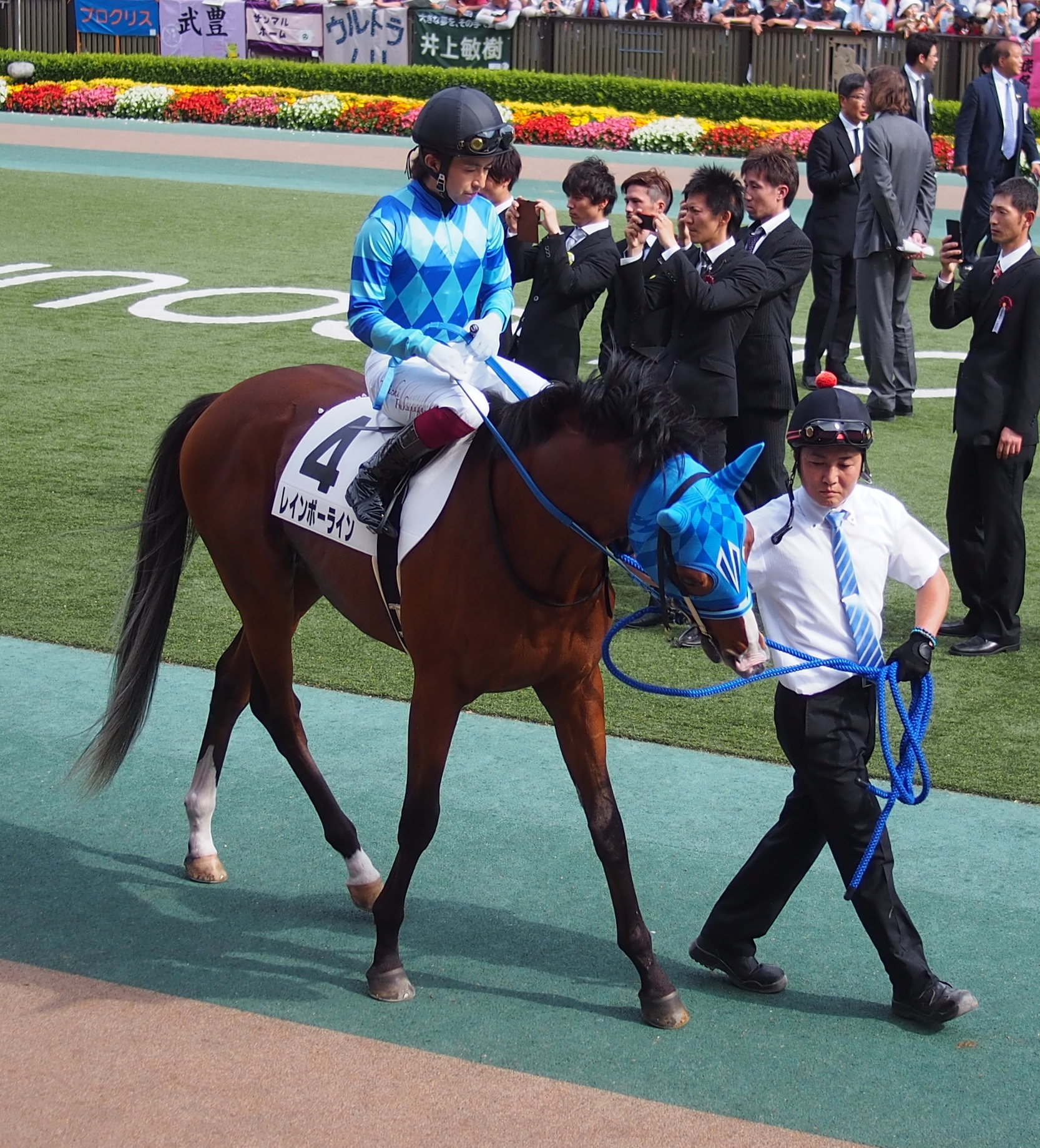
三田の勝負服を着用した福永祐一、騎乗馬レインボーライン

日本中央競馬会（JRA）に登録する馬主としても知られる。勝負服の柄は青、水色ダイヤモンド、水色袖青三本輪、冠名は特に用いない。

## 主な所有馬

### GI級競走優勝馬
- レインボーライン（2016年アーリントンカップ、2018年阪神大賞典、天皇賞・春）

### 重賞競走優勝馬
- マイブルーヘブン（2019年新潟ジャンプステークス）
- ワンダフルタウン（2020年京都2歳ステークス、2021年青葉賞）